# Resultados do Carnaval de Niterói em 2017
Nesta página estão listados os Resultados do Carnaval de Niterói em 2017. O Carnaval de 2017 foi marcado pelo tricampeonato da Folia do Viradouro, conquistado na última nota em disputa apertada com a Império de Araribóia, e pelo retorno da Mocidade Independente de Icaraí ao Grupo Principal com a conquista do Grupo de Acesso. Na semana seguinte à apuração, 28 das 32 agremiações, insatisfeitas com o resultado dos desfiles, decidiram pedir desfiliação da UESBCN, fato que ocasionou na criação da Liga das Escolas de Samba de Niterói, a LESNIT, que vai gerir o carnaval da cidade a partir de 2018, junto com a União. Entretanto uma Comissão de Carnaval foi criada na cidade, onde todos os rebaixamentos foram anulados, o Grupo de Avaliação foi incorporado ao Especial de Enredo (agora denominado Grupo C) e as escolas Magnólia Brasil e Amigos da Ciclovia (vice-campeãs dos grupos de Acesso e Especial de Enredo, respectivamente) foram promovidas de grupo.

## Resultados

### Grupo Principal
| Pos | Escola                | Pts   | Classificação ou rebaixamento |
| --- | --------------------- | ----- | ----------------------------- |
| 1º  | Folia do Viradouro    | 197,5 |                               |
| 2º  | Império de Araribóia  | 197,0 |                               |
| 3º  | Combinado do Amor     | 196,5 |                               |
| 4º  | Região Oceânica       | 191,5 |                               |
| 5º  | Sabiá                 | 190   |                               |
| 6º  | Alegria da Zona Norte | 189,5 |                               |
| 7º  | Grupo dos Quinze      | 189,5 |                               |
| 8º  | Souza Soares          | 186,0 |                               |

### Grupo A
| Colocação | Escola                          | Pontos | Nota                                 |
| --------- | ------------------------------- | ------ | ------------------------------------ |
| 1º        | Mocidade Independente de Icaraí | 198,5  | Promovida ao Grupo Principal em 2018 |
| 2º        | Magnólia Brasil                 | 198,0  | Promovida ao Grupo Principal em 2018 |
| 3º        | Garra de Ouro                   | 195,0  |                                      |
| 4º        | Bafo do Tigre                   | 194,5  |                                      |
| 5º        | Galo de Ouro                    | 192,5  |                                      |
| 6º        | Unidos do Sacramento            | 192,5  |                                      |
| 7º        | Experimenta                     | 190,0  |                                      |
| 8º        | Balanço do Fonseca              | 188,5  |                                      |
| 9º        | Tá Mole Mas é Meu               | 186,5  |                                      |
| 10º       | Cacique da São José             | 167,0  |                                      |

### Grupo B
| Colocação | Escola                   | Pontos | Nota                         |
| --------- | ------------------------ | ------ | ---------------------------- |
| 1º        | Bem Amado                | 195,5  | Promovida ao Grupo A em 2018 |
| 2º        | Amigos da Ciclovia       | 190,0  | Promovida ao Grupo A em 2018 |
| 3º        | Banda Batistão           | 185,5  |                              |
| 4º        | Independente do Boaçu    | 182,5  |                              |
| 5º        | Fora de Casa             | 180,0  |                              |
| 6º        | União da Engenhoca       | 180,0  |                              |
| 7º        | Unidos do Maruí          | 169,0  |                              |
| 8º        | Unidos do Barro Vermelho | 147,5  |                              |

### Grupo de Avaliação
- O Tá Rindo Porquê? e o Unidos do Castro foram aprovados e vão desfilar no Grupo B em 2018.
- Por não cumprir os critérios de avaliação, o Grilo da Fonte ficará afastado dos desfiles de Niterói no carnaval de 2018.